# 托雷贝雷蒂和卡斯泰拉罗
托雷贝雷蒂和卡斯泰拉罗（義大利語：Torre Beretti e Castellaro），是意大利帕维亚省的一个市镇。总面积17平方公里，人口604人，人口密度35.5人/平方公里（2009年）。国家统计（ISTAT）代码为018156。